# نید (فرانکفورت ام ماین)
نید (به آلمانی: Frankfurt-Nied) یک منطقهٔ مسکونی در آلمان است که در فرانکفورت واقع شده‌است. نید  ۱۷٬۶۴۱ نفر جمعیت دارد.